# Red Hot + country
Red Hot + country is een muziekalbum van de Amerikaanse Red Hot Organization uit 1994. Het is een van de eerste vijf cd's die de organisatie sinds haar oprichting in 1990 uitbracht en bevat nummers uit de countrymuziek. De opbrengst van het album ging naar de vergroting van de bewustwording van hiv/aids. De selectie voor het album werd gedaan door Kathy Mattea.
Het album bereikte plaats 183 in de Billboard 200 en plaats 30 in in de Billboard Country Albums. In de Canadese countrylijst belandde het op plaats 2. Daarnaast werd Teach your children opnieuw uitgebracht op een single die plaats 75 bereikte van de Amerikaanse Hot Country Songs.

## Nummers
| Nr. | artiesten                                                          | naam                              | schrijver                                 | duur |
| --- | ------------------------------------------------------------------ | --------------------------------- | ----------------------------------------- | ---- |
| 1   | Kathy Mattea, Suzy Bogguss, Alison Krauss en Crosby, Stills & Nash | Teach your children               | Graham Nash                               | 2:55 |
| 2   | Sammy Kershaw                                                      | Fire and rain                     | James Taylor                              | 4:45 |
| 3   | Brooks & Dunn met Johnny Cash                                      | Folsom Prison blues               | Johnny Cash                               | 4:01 |
| 4   | Kathy Mattea met Jackson Browne                                    | Rock me on the water              | Jackson Browne                            | 3:37 |
| 5   | Carl Perkins, Duane Eddy met The Mavericks                         | Matchbox                          | Carl Perkins                              | 6:23 |
| 6   | Jimmie Dale Gilmore met Willie Nelson                              | Crazy                             | Willie Nelson                             | 2:49 |
| 7   | Mary Chapin Carpenter                                              | Willie short                      | John Jennings                             | 4:22 |
| 8   | Johnny Cash                                                        | Forever young                     | Bob Dylan                                 | 6:17 |
| 9   | Nanci Griffith met Jimmy Webb                                      | If these old walls could speak    | Jimmy Webb                                | 5:29 |
| 10  | Marty Stuart met Jerry & Tammy Sullivan                            | Up above my head / Blind Bartimus | traditioneel / William Adolph Johnson jr. | 3:12 |
| 11  | Dolly Parton                                                       | You gotta be my baby              | George Jones                              | 2:26 |
| 12  | Radney Foster                                                      | Close up the honky tonks          | Red Simpson                               | 2:51 |
| 13  | Mark Chesnutt                                                      | Goodbye comes hard for me         | Tommy Collins                             | 3:15 |
| 14  | Billy Ray Cyrus                                                    | Pictures don't lie                | Billy Ray Cyrus, Jim Cotton en Joe Scaife | 3:51 |
| 15  | Patty Loveless                                                     | When I reach the place I'm going  | Emory Gordy jr. en Joe Henry              | 3:16 |
| 16  | Wilco met Syd Straw                                                | The T.B. is whipping me           | Ernest Tubb                               | 3:42 |
| 17  | Randy Scruggs met Earl Scruggs & Doc Watson                        | Keep on the sunny side            | A.P. Carter                               | 4:17 |